# 釜山東部警察署
釜山東部警察署（プサンドンブけいさつしょ）は、釜山地方警察庁所管の警察署である。

## 管轄区域
- 東区

## 沿革
- 1945年10月21日 - 国立警察設置とともに開署
- 1957年6月26日 - 東釜山警察署に改称
- 1963年1月1日 - 釜山東部警察署に改称
- 1973年7月14日 - 東部警察署に改称
- 2001年12月27日 - 釜山東部警察署に戻す

## 組織
- 署長
  - 聴聞監査官
- 警務課
  - 警務係
  - 経理係
  - 情報通信係
- 生活安全課
  - 112信号センター
- 捜査課
  - 科学捜査チーム
- 警備交通課
  - 警備対策係
  - 交通捜査係
  - 交通安全係
  - 交通管理係
- 情報保安課
  - 情報係
  - 保安係
  - 外事係

## 管轄地区隊

草梁地区隊

- 草梁地区隊
- 水城地区隊

## 管轄派出所
- 凡谷派出所
- 子城台派出所
- 佐川派出所

## 管轄治安センター
- 草梁2治安センター
- 駅前治安センター
- 水晶治安センター